# Ursudanisch
Ursudanisch oder Proto-Sudanisch ist eine 1911 von Diedrich Westermann rekonstruierte sudanische Ursprache. Sie umfasst die gemeinsamen Wörter der Sudansprachen, 380 Lexeme. Die „Urform des Wortes, die als Ur-Sudan bezeichnet wird“, ermittelte Westermann, indem „die dem Worte angefügten Prä-, In- und Suffixe bestimmt und von dem eigentlichen Stamm abgetrennt“ wurden. Westermann bezeichnete das Ursudanisch als hypothetische Konstruktion mit dem Ziel, die ursprünglichen Laute zu rekonstruieren.